# ثانوية مولاي يوسف بالرباط
ثانوية مولاي يوسف (بالفرنسية: Lycee Moulay Youssef) هي مؤسسة تعليمية توجد في مدينة الرباط، بالمغرب تأسست في 1 فبراير 1916.
تعتبر ثانوية مولاي يوسف، في العاصمة المغربية الرباط، من أكثر الثانويات العلمية تميزا بالمغرب، ففيها يدرس أكثر الطلاب موهبة وتفوقا، ويندرج بين خريجيها وطلبتها السابقين شخصيات بارزة كثيرة منها من احتل مواقع وزارية وسياسية رفيعة ولعب دورا كبيرا في تاريخ البلاد.

## تاريخ الثانوية
يعود تاريخ تشييد ثانوية مولاي يوسف في الرباط إلى عام 1916، ويومذاك كانت تسمى «الإعدادية الإسلامية الصغيرة»، وكانت تقع في حي باب العلو في العاصمة. وفي عام 1920 نقلت من باب العلو إلى المشور السعيد، وهو عبارة عن قطعة أرض تعود ملكيتها للأسرة الملكية المغربية، وإلى الأمير مولاي يوسف على وجه التحديد، وبالتالي، حملت الثانوية اسم الأمير حتى اليوم. وكانت، إلى جانب أنها مؤسسة تعليمية، تضم أيضا مركزا لتدريب المدرسين في المرحلة الثانوية.

## من خريجيها
- محمد عواد[2]
- عبد الرحيم بوعبيد[3]
- عبد الرحمن اليوسفي
- محمد اليازغي
- مصطفى اليزناسني[4]‘[5]‘[6]‘[7]
- عبد الله العروي[8]
- محمد بن محمد العلمي[9]
- أحمد لحريزي
- أحمد شهود
- محمد علال سيناصر
- محمد حدو الشيكر
- أحمد المتوكل[10]
- فتح الله ولعلو
- عبد الإله بن كيران[11]
- الأميرة سلمى بناني عقيلة ملك المغرب.
- يوسف الصقلي[12]‘[13]
- إدريس عامر[14]
- ابتهال أبو سعد

## الاساتذة
- ريجي بلاشير: أستاذ اللغة العربية[15]‘[16]
- الهاشمي بناني[17]‘[18]‘[19]
- عبد العلي العبودي: أستاذ اللغة العربية والتربية الإسلامية.[20]
- محمد بوخزار[21][22]
- عبد الرحمن الحاج صالح: أستاذ اللغة العربية[23]
- نور الدين الصايل: أستاذ الفلسفة[24]
- ثرية الفحصي: أستاذ اللغة الفرنسية.

## المديرون
أحمد زعراوي
مولود لغريسي منذ 2019.

## أنشطة
2017
- الأولمبياد الوطنية[27]

2018
- أساتذة ثانوية مولاي يوسف بالرباط يدعمون التلاميذ المتفوقين لاجتياز مباريات المدارس العليا[28]

2019
- تتويج الفائزات والفائزين في النسخة العاشرة للمباراة العامة للعلوم والتقنيات[29]

## وصلات خارجية
- ولي عهد المغرب يتابع دراسته في ثانوية مولاي يوسف العمومية بالرباط